# Helsinki Seagulls
O Helsinki Seagulls  é um clube profissional de basquetebol situado na cidade de Helsínquia, Finlândia Meridional, Finlândia que disputa atualmente a Liga Finlandesa. Fundado em 2013, manda seus jogos na Nokian Palloiluhalli com capacidade para 2000 espectadores.

## Temporada por temporada
| Temporada | Nivel | League           | Pos. | Resultado         | Copa da Finlândia | Competições Europeias | Competições Europeias | Competições Europeias |
| --------- | ----- | ---------------- | ---- | ----------------- | ----------------- | --------------------- | --------------------- | --------------------- |
| 2013–14   | 2     | Primeira Divisão | 1    | Promovido         | –                 | –                     | –                     | –                     |
| 2014–15   | 1     | Korisliiga       | 8    | Quartas de Final  | –                 | –                     | –                     | –                     |
| 2015–16   | 1     | Korisliiga       | 7    | Quarto colocado   | –                 | –                     | –                     | –                     |
| 2016-17   | 1     | Korisliiga       | 3    | Terceiro Colocado |                   |                       |                       |                       |

Fonte: Eurobasket.com